# شرشور صحراوي

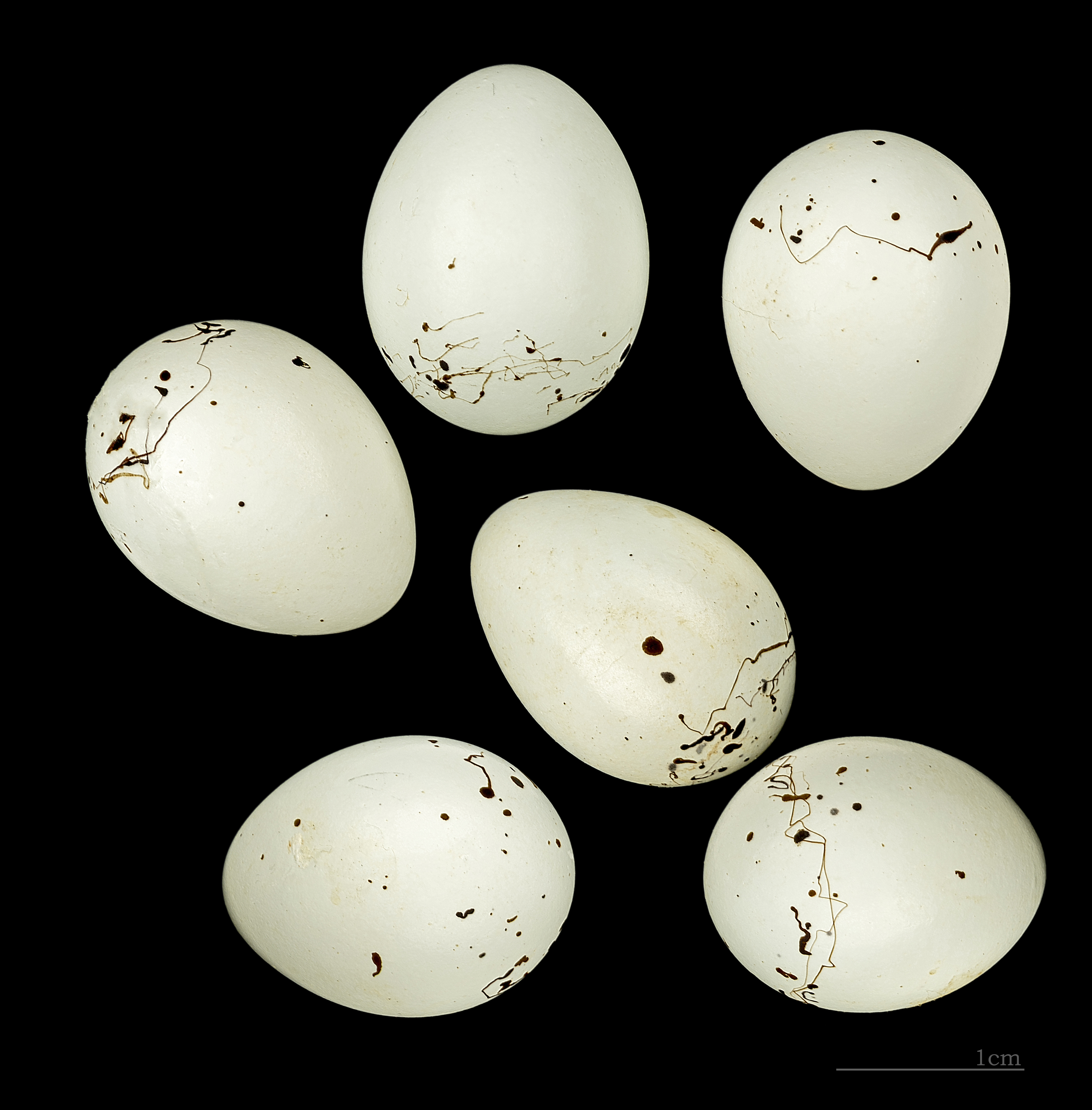
Rhodospiza obsoleta

الشرشور الصحراوي او الحسون الصحراوي (الاسم العلمي: Rhodospiza obsoleta) هو شرشور كبير يوجد في جنوب أوراسيا. يستوطن الصحاري والهِضاب والوديان.